# Émile Sarrade
Émile Pierre Sarrade (* 10. März 1877 in Paris; † 14. Oktober 1953 ebenda) war ein französischer Rugbyspieler.
Mit dem Team der Union des sociétés françaises de sports athlétiques nahm er bei den Olympischen Sommerspielen 1900 am Rugbyturnier teil. Das Team konnte sich mit einem 27:17 gegen den Fußballclub Frankfurt, der das Deutsche Reich repräsentierte, und mit 27:8 gegen die Moseley Wanderers, die für Großbritannien antraten, klar durchsetzen und die Goldmedaille gewinnen.
Mit fünf Teamkollegen seines Rugbyvereins trat er außerdem im Tauziehen an. Dort unterlag er gegen das schwedisch-norwegische Team, gewann aber trotzdem eine Silbermedaille, da es nur diese beiden Mannschaften gab.
Er spielte außerdem bei Racing Club de France und holte mit der Mannschaft 1900 und 1902 die Französische Rugby-Union-Meisterschaft.
Neben dem Rugby war Sarrade auch als Golfer und Ruderer sowie im Laufen aktiv. Er arbeitete als Industrieller in der Stahlfirma seines Vaters.